# Нерит
Нерит је у грчкој митологији био један од морских богова. 

## Митологија
Нерит је био син Нереја и Дориде, рођен након Нереида. По лепоти надмашио је све друге богове. Био је прва љубав богиње Афродите. Међутим, када ју је Зевс позвао на Олимп, Нерит је одбио да крене са њом. Чак је одбио и крила која му је даровала, па га је преобразила у пужа. Према другом предању, у Нерита се заљубио Посејдон и са својим љубимцем возио се у кочијама по морским таласима толико брзо да је то изазвало љубомору Хелија, те га је бог Сунца претворио у пужа.

## Биологија
Латинско име ове личности (Nerites) је тривијални назив за породицу пужева, Neritidae.